# 陸田本町
陸田本町（くがたほんまち）は、愛知県稲沢市の地名。

## 地理
稲沢市北東部に位置する。東は陸田高畑町・陸田東出町、西は陸田丸之内町・陸田花塚町、北は陸田白山町に接する。

## 歴史

### 人口の変遷
国勢調査による人口および世帯数の推移。
| 2000年（平成12年） | 159世帯 596人 |  |
| 2005年（平成17年） | 157世帯 550人 |  |
| 2010年（平成22年） | 185世帯 621人 |  |
| 2015年（平成27年） | 212世帯 702人 |  |
| 2020年（令和2年）  | 237世帯 763人 |  |

## 交通
- JR東海道本線[1]
- 愛知県道名古屋一宮線[1]

## 施設
- 臨済宗妙心寺派海禅院[1]
- 日蓮宗妙晃寺[1]
- 真宗大谷派福仙寺[1]
- 神明社[1]

### WEB
1. ↑  “愛知県稲沢市の町丁・字一覧”.   人口統計ラボ. 2023年5月5日閲覧。
2. 1 2  総務省統計局 (2022年2月10日). “令和2年国勢調査の調査結果(e-Stat) - 男女別人口，外国人人口及び世帯数－町丁・字等” (CSV). 2023年8月2日閲覧。
3. ↑  “愛知県稲沢市の郵便番号一覧”.   日本郵便. 2023年11月11日閲覧。
4. ↑  “市外局番の一覧” (PDF).   総務省 (2022年3月1日). 2022年3月22日閲覧。
5. ↑  総務省統計局 (2014年5月30日). “平成12年国勢調査の調査結果(e-Stat) - 男女別人口及び世帯数 －町丁・字等” (CSV). 2021年7月20日閲覧。
6. ↑  総務省統計局 (2014年6月27日). “平成17年国勢調査の調査結果(e-Stat) - 男女別人口及び世帯数 －町丁・字等” (CSV). 2021年7月21日閲覧。
7. ↑  総務省統計局 (2012年1月20日). “平成22年国勢調査の調査結果(e-Stat) - 男女別人口及び世帯数 －町丁・字等” (CSV). 2021年7月21日閲覧。
8. ↑  総務省統計局 (2017年1月27日). “平成27年国勢調査の調査結果(e-Stat) - 男女別人口及び世帯数 －町丁・字等” (CSV). 2021年7月21日閲覧。

### 書籍
1. 1 2 3 4 5 6 7 8  「角川日本地名大辞典」編纂委員会 1989, p. 1595.